# Calopieris
Calopieris is een geslacht in de orde van de Lepidoptera (vlinders) familie van de Pieridae (Witjes).
Calopieris werd in 1899 beschreven door Aurivillius.

## Soort
Calopieris omvat de volgende soort:
- Calopieris eulimene - (Klug, 1829)